# Txugúievka
Txugúievka (en rus: Чугуевка) és un poble del krai de Primórie, a l'Extrem Orient de Rússia, que en el cens del 2010 tenia 12.171 habitants. És la capital del districte rural de Txugúievka.